# Sh2-70
Sh2-70 è una nebulosa a emissione visibile nella costellazione dell'Ofiuco.
Si individua nella parte nordorientale della costellazione, circa 8° a ENE della stella Cebalrai (β Ophiuchi), sul bordo della scia luminosa della Via Lattea. La sua bassissima luminosità fa sì che la sua individuazione sia estremamente difficoltosa, anche con l'ausilio di filtri. Il periodo più indicato per la sua osservazione nel cielo serale va da luglio a novembre, da entrambi gli emisferi.
Si tratta di una nube quasi completamente oscura, di cui non è nota alcuna stella responsabile della sua ionizzazione; si tratterebbe per la quasi totalità di una semplice nube molecolare situata ad una latitudine galattica molto elevata, distante circa 1200 parsec (3910 anni luce) dal sistema solare e posta all'estremità esterna del Braccio del Sagittario. Le sue coordinate fanno coincidere questa nube con [CB88]124, indicato nel catalogo delle piccole nubi molecolari edito nel 1988. Entro un raggio di circa 250 parsec si troverebbe l'ammasso aperto NGC 6664.